# Бриолин (фильм)
«Бриоли́н» (англ. Grease) — музыкальный фильм режиссёра Рэндала Клайзера, созданный в 1978 году по мотивам одноимённого сценического мюзикла. Фильм стал самой коммерчески успешной на тот момент музыкальной картиной и принёс в мировом прокате около 395 млн долларов. По состоянию на 2018 год «Бриолин» остаётся самым кассовым музыкальным фильмом в прокате США и Канады (188 млн долларов). Картина была удостоена нескольких номинаций на премии «Золотой глобус» и «Оскар».
Действие происходит в течение 1958/59 учебного года в калифорнийской школе Rydell High. Сюжет, подражая фильмам 1950-х и пародируя их, повествует об истории знакомства и дальнейших отношениях старшеклассников Дэнни Зуко и Сэнди Олссен, принадлежащих к разным школьным группировкам. Их взаимные чувства переживают испытания, но всё кончается традиционным хеппи-эндом.
Картина способствовала обретению звёздного статуса Джоном Траволтой и Оливией Ньютон-Джон. Критика положительно оценила музыкальную составляющую, но негативно отнеслась к упрощению сюжета и сглаживанию острых социальных вопросов, поднятых в первоисточнике и выпавших при экранизации. Саундтрек картины возглавлял хит-парады Billboard. Композиции из фильма (в частности, «You're the One That I Want» и одноимённая «Grease») приобрели самостоятельную популярность. Сценические постановки мюзикла, состоявшиеся после выхода фильма на экраны, были изменены с учётом сюжета картины и новых композиций из неё.
Выход фильма на экраны сопровождался массовой истерией среди молодёжи, особенно её женской части, так называемой «траволтоманией». Успех картины был во многом обусловлен распространением технологии Dolby, позволявшей воспроизводить стереозвук в «бюджетном» варианте. Фразы героев вошли в разговорный английский, а их облик повлиял на молодёжную моду 1970-х. Лента во многом определила развитие жанра молодёжного и музыкального фильма. В англоязычном мире существует множество фан-клубов «Бриолина», его ставят на школьных и любительских сценах, поклонники регулярно проводят встречи и костюмированные постановки по мотивам картины.
В 2020 году фильм был признан национальным достоянием и внесён в Национальный реестр американских фильмов в Библиотеке Конгресса.

## Сюжет
Калифорния, лето 1958 года. Дэнни Зуко и Сэнди Олссон случайно встречаются на пляже и увлекаются друг другом. Но вот лето кончается, юноша и девушка расстаются, полагая, что больше не увидятся, ведь Сэнди пора возвращаться домой в Австралию. Однако планы её родителей меняются, девушка остаётся в США и переводится в местную школу Rydell High, ту самую, где, как оказывается, учится Дэнни.
Лидеру школьной банды T-Birds не к лицу проявлять чувства к новенькой девушке, тихоне и отличнице. Дэнни старается не вспоминать об их летнем романе и делает вид, что не обращает внимания на новенькую, хотя Сэнди продолжает питать к нему чувства. Местная женская группировка «Леди в розовом» принимает Сэнди в свои ряды. Вскоре девушка становится членом команды чирлидеров. Подруги пытаются изменить имидж Сэнди, учат её курить, пить спиртное, прокалывают уши, но всё безуспешно.
Лучший друг Дэнни и член банды, Кенники, заработав летом денег, покупает на них подержанный автомобиль. Он приглашает покататься Бетти Риццо, лидера «розовых леди». Свидание заканчивается спонтанным сексом, во время которого оказывается, что презерватив Кенники потерял целостность. Их близость прерывает Лео Балмудо, предводитель враждующей банды «Скорпионов»: он издевается над видом потрепанного автомобиля и приглашает принять участие в будущей автомобильной гонке. Кенники принимает вызов. Ребята из T-Birds на уроке труда восстанавливают старую машину и готовят её к соревнованиям. Дэнни и Сэнди снова пытаются продолжить отношения, но разного рода недоразумения мешают этому. Сэнди предлагает Дэнни заняться спортом, но у того не хватает на это целеустремленности. Он продолжает неумело скрывать от друзей продолжающийся роман. У Риццо возникает задержка месячных, она опасается, что случайно забеременела, и поэтому разрывает отношения с Кенники.
На школьном соревновании по танцам, с которого ведёт трансляцию местный телеканал, Дэнни и Сэнди начинают танцевать вместе, но неожиданно их пару разбивает бывшая подружка Дэнни Ча-Ча. Дэнни вместе с Ча-Ча заканчивает номер и выигрывает конкурс. Сэнди в слезах уходит с праздника.
Тем временем двум бандам предстоит выяснить отношения, и честь T-Birds будет отстаивать Кенники. Перед автомобильной гонкой Кенники случайно получает удар по голове дверью и не может вести автомобиль. Вызов принимает Дэнни. Парень садится за руль Greased Lightnin' Кенники и выигрывает гонку, несмотря на грязные приёмы Лео Балмудо. Наблюдая за происходящим, Сэнди понимает, что всё ещё любит Дэнни, и решает полностью сменить имидж.
Выпускной бал в школе. Риццо узнаёт, что не беременна, и теперь она снова с Кенники. На следующее утро Дэнни приходит на выпускной праздник в спортивной форме. Друзьям он объясняет, что прислушался к желаниям своей девушки. Но и Сэнди преобразилась: сменила прическу, одета в обтягивающую кожу, курит и ведёт себя вызывающе, чем поначалу шокирует Дэнни. В финальной песне влюблённые признаются в чувствах друг к другу, садятся в сказочную версию Greased Lightnin' и улетают вдаль.

## Команда

### Исполнители
В главных ролях
- Джон Траволта — Дэнни Зуко, лидер Ти-Бёрдс
- Оливия Ньютон-Джон — Сэнди Олссон
- Стокард Чэннинг — Бетти Риццо, лидер Леди в розовом
- Джефф Конауэй — Кеники

Ти-Бёрдс
- Барри Перл[англ.] — Дуди
- Майкл Туччи[англ.] — Сонни ЛаТьерри
- Келли Уорд[англ.] — Путци

Леди в розовом
- Диди Конн — Френчи
- Джейми Доннелли[англ.] — Джен
- Дина Мэнофф — Марти Марашино

Школьный персонал
- Ив Арден — директор Грета МакДжи
- Сид Сизар — тренер Калхун
- Элис Гостли — миссис Мёрдок
- Доди Гудмен — Бланш Ходель
- Фэнни Флэгг — медсестра Уилкинс
- Даррел Сверзлинг[англ.] — мистер Линч

Другие персонажи
- Джоан Блонделл — Ви
- Эдд Бёрнс[англ.] — Винс Фонтейн
- Френки Авалон — Тин-Энджел
- Сьюзан Бакнер[англ.] — Пэтти Симкокс
- Деннис К. Стюарт[англ.] — Лео Балмудо
- Аннетт Чарльз — Шарлин «Ча-Ча» ДиГрегорио
- Эдди Дизен — Юджин Фелсник
- Лоренцо Ламас — Том Чисольм
- Дик Паттерсон — мистер Руди
- Эллен Траволта — официантка
- Майкл Бин — Майк
- Sha Na Na — группа Джонни Касино на танцах

### Съёмочная группа
- режиссёр: Рэндал Клайзер
- продюсер: Алан Карр, Роберт Стигвуд
- сценарий: Джим Джейкобс, Уоррен Кейси, Бронте Вудвард, Алан Карр
- хореограф: Патриция Бёрч[англ.]
- художник: Филипп Джеффрис[англ.]
- оператор: Билл Батлер
- художник по костюмам: Альберт Вольски
- декорации: Джеймс Беркли[англ.]
- монтаж: Джон Ф. Барнет
- подбор актёров: Джоэл Терн, Мэрион Доэрти[англ.]
- грим: Дэниел Стрипке[англ.]

|                                                                                     |  |  |  |
| Актёрский состав: Оливия Ньютон-Джон, Джон Траволта, Стокард Чэннинг, Джефф Конауэй |  |  |  |

## Создание

### Предыстория
В 1971 году безработный актёр Джим Джейкобс и продавец женского белья Уоррен Кейси поставили в Чикаго, на сцене любительского театра Кингстон Майнс, мюзикл «Бриолин». Всю музыку самодеятельной постановки, создатели подобрали на гитаре. Планировалось дать всего два представления, но на талантливую инициативу обратили внимание. Права на «Бриолин» приобрели продюсеры Кен Вайсман и Максин Фокс. В Валентинов день 1972 года шоу продолжило свою историю в Нью-Йорке, где постановку ждал полный успех. «Бриолин», выдержав 3388 представлений на Бродвее, вошёл в число наиболее долговечных шоу в истории. Сборы всех постановок и доходы от продажи прав на мюзикл к 1980 году превысили 50 млн долларов. Многие известные актёры кинематографа — Ричард Гир, Патрик Суэйзи, Трит Уильямс, Эдриенн Барбо — начинали свою карьеру в постановках «Бриолина».
В декабре 1976 года постановку «Бриолина» в театре «Эден» посетил продюсер Алан Карр, глава творческого агентства, одного из ведущих в стране. Его клиентами были Питер Селлерс, Нэнси Уокер, Марвин Хэмлиш и другие известные деятели искусства. Как и герои мюзикла, продюсер происходил из окраин Чикаго. В профессиональных кругах он отличался эксцентричным нравом и малопредсказуемым поведением. Карра легко было узнать в любой компании, он одевался в аляповатые просторные балахоны и ездил на ярко-жёлтом лимузине. За замашки шоумена и бизнесмена, способного убедить в выгоде любой сделки, коллеги сравнивали его с легендарным Барнумом.
Продюсер вспоминал, что с первых же тактов перед его глазами встала будущая экранизация и он начал прикидывать, куда можно поставить камеру и какие позаимствовать диалоги. Вскоре он забыл и про это, поддавшись обаянию постановки. Атмосфера пятидесятых, взаимоотношения грубоватого гризера и милой школьницы-отличницы, смотрелись замечательно. Зрители в основном были из молодёжи возрастом до тридцати лет — не совсем характерная аудитория для Бродвея. Популярность мюзикла, поставленного на стыке жанров рок-музыки разных поколений, особенно впечатлившего «беби-бумеров», говорила о том, что экранизация «Бриолина» может быть успешной. Нота ностальгии по 1950-м, прозвучавшая в недавно вышедших на экраны низкобюджетных «Американских граффити» и ситкоме «Счастливые дни» (1974-84), была в моде и близка в том числе и современным зрителям.

### Сценарий
Карр немедленно начал прощупывать почву для покупки прав. Выяснилось, что опцион на сценарий уже приобрёл аниматор Ральф Бакши, собиравшийся снять полнометражную мультипликационную версию мюзикла. Однако Бакши, самобытный режиссёр со своеобразным взглядом на киноискусство, не нашёл общего языка с правообладателями. Карру пришлось дождаться того, что права на нереализованный опцион вернулись к Джейкобсу и Кейси, после чего он выкупил их за 200 тыс. долларов. Это был значительный риск, так как в покупку он вложил практически все свои деньги и расплачивался с владельцами прав несколько месяцев в рассрочку. Продюсер предложил проект студии Paramount, и её представители выразили предварительное согласие. Ведущие мюзиклы в то время ассоциировались с интеллектуальными изысками в стиле Боба Фосса и Стивена Сондхайма, и «Бриолин» с его реалистичной атмосферой считался не очень соответствующим бродвейским традициям. Продюсер поставил себе цель сохранить этот реалистический дух и понимал, что ему придётся преодолеть некоторое предубеждение, когда он будет вести переговоры с киностудией и партнёрами. Экранизация мюзиклов в тот момент считалась не особенно перспективной темой, и руководство Paramount относилось к проекту осторожно. Условный музыкальный жанр «народного» мюзикла из прошлого десятилетия, когда «танцует вся улица», уходил в прошлое. Последним киномюзиклом, собравшим хорошую кассу в прокате США и Канады, была «Смешная девчонка» (1968). Попытки поставить такие популярные мюзиклы, как «Lost Horizon» (1973) и «Мейм» (1974), обернулись весьма дорогостоящими кассовыми провалами.
Первоначально Карр рассчитывал привлечь к съёмкам клиентов своего актёрского агентства — Элвиса Пресли и Энн-Маргрет, известных по совместной работе в «Да здравствует Лас-Вегас!». Они рассматривались как кандидаты на главную роль. Когда первоначальный вариант Пресли/Энн-Маргрет отпал, в поисках другого исполнителя Карр вышел на агента Джона Траволты Роберта Стигвуда. После обсуждения Карр решил продать половину прав Стигвуду, который был авторитетнейшим специалистом в сфере музыкального бизнеса, менеджером групп Bee Gees и Cream, исполнителей Эрика Клэптона и Питера Фрэмптона. Стигвуд с Карром уже успели совместно поработать в картине «Томми», где Карр был креативным консультантом. Стигвуд продемонстрировал своё коммерческое чутьё в проекте «Выжившие», когда низкобюджетный фильм оказался неожиданным кассовым хитом. Карру пришлось привлечь все своё искусство убеждения при переговорах с потенциальным партнёром — в то время для Стигвуда основным проектом на ближайшее будущее был «Оркестр клуба одиноких сердец сержанта Пеппера». Впрочем, именно Стигвуд и его авторитет окончательно убедили Paramount Pictures подписать контракт на производство картины.
Во многом из соображений экономии Алан Карр принял неожиданное решение самому стать автором сценария будущей картины. Он не имел никакого опыта в этой области, не отличался литературными способностями, был не в ладах даже с обычной грамотностью и поэтому нашёл себе соавтора, чтобы «выправить пунктуацию». Для Бронте Вуддарда это был первый фильм, он был известен в киноиндустрии только тем, что в общежитии колледжа был соседом по комнате Джорджа Лукаса. При разработке сценария Алан Карр использовал мотивы мюзикла и фильма «Шоу ужасов Рокки Хоррора». Британский мюзикл был поставлен в 1973 и затем экранизирован в 1975 году. При переносе на большой экран «Шоу ужасов…» также был адаптирован, потеряв остроту, жёсткую сатиру заменила лёгкая, не напрягающая зрителя, ирония. В первом варианте сценарий радикально отличался от первоисточника, в нём Карр использовал мотивы из своего школьного опыта. Действие было перенесено из Чикаго в Лос-Анджелес, а Дэнни Зуко стал работником бензоколонки. Актёрский состав должен был состоять из поп-звезд. Предполагалось, что центральную композицию картины «Grease Lightnin'» исполнят Beach Boys.

### Начало
Первый вариант сценария был готов в декабре 1976 года. Проект картины, продемонстрированный CEO студии Paramount Барри Дилеру, внешне имел все составляющие для будущего провала. Дилер и раньше недолюбливал Карра за его вызывающее поведение и странные привычки, но здесь у него были реальные основания для недовольства. Проект был явно сырым, актёрский состав подбирался совершенно непоследовательно, сценарий недоработан, переговоры с владельцами авторских прав не проведены. Однако, при всем этом, затея имела очевидный коммерческий потенциал, и ей дали зелёный свет. Киностудия первым делом затребовала изменения в сценарии. Вульгарный язык персонажей, контекст диалогов, затрагивающих секс и наркотики, были сглажены и доработаны для более приемлемого рейтинга. Некоторые изменения были внесены после подбора актёров. Время действия было немного изменено: если в мюзикле это 1959—1960 год, то в фильме время действия явно не сообщается, но, по некоторым признакам, экранные события датируются 1958—1959 годом.
Обычно в киноиндустрии принято дождаться конца показа шоу на театральной сцене и только после переходить к его экранизации. С «Бриолином» всё произошло иначе, так как мюзикл продолжал стабильно собирать полные залы. Ещё на этапе препродакшен представители Paramount Pictures и владельцы прав на мюзикл на Бродвее Кен Вайсманн и Максин Фокс долго спорили о том, когда начнется прокат картины. Paramount планировали выход на экраны в 1977 году, противоположная сторона тянула с решением. Встречи сторон доходили до скандальных перепалок, после чего начинались поиски компромисса. Конфликт решала Гильдия театральных деятелей Америки. От лица Paramount Барри Дилер согласился с тем, что выпуск в прокат будет отложен на год, до лета 1978 года. Все дело было в том, что представители студии не разделяли оптимизма создателей картины. Не рассчитывая на особый кассовый успех, они опасались того, что слабый прокат может повлиять и на посещаемость зрителей в театре. Решение по срокам разочаровало Карра, так как ему необходимо было ещё год платить по опциону за сценарий.

### Подбор актёров и команды
Задержки с выходом в прокат дали создателям картины достаточно времени для подбора актёров. После отказа Пресли и Энн-Маргрет участвовать в будущем проекте представители Paramount рассматривали как кандидата в исполнители главной мужской роли Генри Уинклера, известного по «Счастливым дням». Популярнейший персонаж ситкома о жизни 1950-х Фонзи, воплощённый Уинклером, был близок к образу Зуко — тоже байкер и гризер. К облегчению Карра и Стигвуда, не разделявших мнение студии, Генри сразу вежливо отклонил предложение, считая, что Зуко слишком напоминает Фонзи, который уже устойчиво ассоциировался у зрителя с Уинклером.
Джона Траволту Карр заметил в телевизионном комедийном шоу Гейба Каплана. Актёр ещё в самом начале своей карьеры пробовал свои силы в театральном «Бриолине». 18-летний Траволта прошёл отбор на роль второго плана Дуди в бродвейской постановке и был хорошо с ней знаком. Стигвуд ещё тогда обратил внимание на перспективного юношу. После этого актёр засветился в нескольких телевизионных шоу и, в том числе, в популярной программе «Под колпаком» и приобрёл авторитет на телевидении. В середине 1970-х он стал одним из клиентов Карра и заключил договор со Стигвудом на три фильма. Для Траволты «Бриолин» мог стать дебютом в главной роли в полнометражном фильме, но начало производства задержалось. Благодаря этому Джон успел сняться в «Лихорадке субботнего вечера». Музыкальная картина Джона Бэдема стала лидером проката 1977 года и быстро приобрела культовый статус у молодёжи. Успех молодого актёра немало способствовал и продвижению следующей картины.
Прежде чем согласиться, Траволта выдвинул два условия. Он заявил, что появится в образе жгучего брюнета, бунтаря, подобного молодому Элвису Пресли или Року Хадсону. У Дэнни Зуко в мюзикле было недостаточно музыкальных номеров, поэтому продюсеры согласились, что песенная часть этого персонажа будет расширена. В частности, Карр сразу пообещал актёру отдать ему самый «заводной» номер мюзикла, рок-н-ролл «Greased Lightnin'».
Репетиции новой картины уже начались, а поиски актрисы на главную роль ещё продолжались. Ассистентам по кастингу пришлось перебрать множество кандидатур. Кэрри Фишер не подошла из-за отсутствия вокальных способностей. Мари Осмонд, по мнению продюсеров, внешне слишком напоминала своего экранного партнёра Траволту, а затем и сама отказалась от роли, прочитав сценарий и узнав о трансформации главной героини в концовке. Сьюзан Дей, которая подбиралась в пару к Генри Уинклеру, долгое время была кандидатом номер один, но её агент, в итоге, отклонил предложение, заявив, что актриса выросла из ролей подростков.
На одной из голливудских вечеринок Карр случайно встретил звезду австралийской эстрады Оливию Ньютон-Джон и был «сражен наповал». Алан был готов отдать ей роль без проб, но заполучить певицу было не так легко. Траволта вспоминал, что сделать это было примерно так же сложно, как в XXI веке подписать на съёмки Тейлор Свифт. Оливия, состоявшаяся исполнительница, уже имела в активе 3 премии Grammy как певица. В 1970 году она попробовалась в кино и дебютировала в британском музыкальном фильме «Завтра». Картина провалилась в прокате и получила такие разгромные рецензии, что актриса опасалась необратимых последствий для своей музыкальной карьеры. Ньютон-Джон случилось побывать на постановке «Бриолина» в лондонском New London Theatre с Ричардом Гиром в главной роли, и она осталась под глубоким впечатлением. Оливия была уверена в своих вокальных данных, но в актёрском мастерстве очень сомневалась. Она не представляла, как справится с ролью Сэнди Домбровски. Продюсерам пришлось долго её уговаривать
 — Я же австралийка.
 — Сэнди тоже станет австралийкой.
 — Мне двадцать восемь, я слишком старая.
 — В фильме все старые. Это комедия.
 — Вдруг у меня не сложится с Джоном Траволтой?
 — Вы с ним встретитесь. Он само очарование.
 — Меня не совсем устраивают песни.
 — Для фильма будет написана новая ведущая композиция
Почувствовать уверенность помог сценарий, в котором Оливия заметила своё родство с персонажем Сэнди. Тем не менее, Оливия сама настояла на пробах и прошла их успешно. Актриса, впрочем, вытребовала себе и равный гонорар с партнёром. Джон Траволта, отыграв с Оливией совместные пробы, остался в полном восторге, считая её вокальные данные и внешность идеальными для роли. После этого пришлось немного изменить сценарий и объяснить заметный акцент главной героини тем, что она родом из Австралии.
По своему обыкновению Стигвуд собирал команду картины, не обращая внимания на опыт, а больше ориентируясь на чутьё. Первой была привлечена в состав Патриция Берч, которая ставила танцевальные номера для мюзикла. Картина стала дебютом в полнометражном кино для 29-летнего режиссёра Рэндала Клейзера, поработавшего вместе с Траволтой в шоу «Под колпаком» — до этого Клейзер был известен самостоятельной работой только как режиссёр нескольких эпизодов сериала «Семья». Свою роль в производстве режиссёр впоследствии охарактеризовал так: «Я был рабочей пчёлкой Карра». Хореограф Патриция Берч имела в активе несколько масштабных театральных постановок и четыре номинации на «Тони», однако на большом экране это был для неё лишь второй опыт. Только оператор Билл Батлер уже считался состоявшейся звездой после работы в таких картинах, как «Челюсти» и «Пролетая над гнездом кукушки».
К возрасту исполнителей школьников в картине отнеслись очень вольно, что, впрочем, было следствием сложного процесса подбора актёров. Джеми Доннели (Джен) к моменту начала съёмок исполнился 31 год. Роль лидера женской группировки «Розовые леди» Бетти Риццо досталась 34-летней Стокард Чэннинг. Первоначально Бетти должна была играть Люси Арназ, но по настоянию матери, Люсиль Болл, она не пошла на пробы. По словам Карра, Болл заявила: «Я владею киностудией, какие ещё пробы для моей дочери?». На это Карр ответил: «Нет проб — нет роли», и роль досталась Стокард Чэннинг. Дина Мэнофф (Марти) оказалась единственной актрисой из состава оригинального мюзикла, которая получила роль и в фильме. Разница в возрасте особенно бросалась в глаза на фоне значительно более молодого мужского состава. Траволте только исполнилось 24 года. Свою первую значительную роль в кино сыграл в картине 19-летний Лоренцо Ламас. Когда на пробах оператор обратил внимание Карра на то, что у «школьницы» Чэннинг заметные сеточки морщин у глаз, продюсер быстро «нашел решение». «Нарисуем тебе веснушки и это тебя омолодит», — заявил Карр, выхватил у гримёра коричневый тональный карандаш и сам начал наносить точки на лицо актрисы. Когда Алан отвернулся, Стокард быстро всё стерла.
Карр всегда был полон необычных идей, которые пытался воплотить в картине. На роли второго плана он привлек комедийных актёров старой школы Эдда Бёрнса, Сида Сизара и Джоан Блонделл, хотя их возможности оказались задействованы только отчасти. Они были несколько странным выбором на роли преподавателей, появившись в картине для создания ностальгического звучания и отчасти пародируя собственные старые роли. До последнего момента Карр хотел оставить хотя бы небольшую камео-роль Элвису Пресли, но «Король» скончался в августе 1977 года. Персонажа Teen Angel, появляющегося в девичьих фантазиях, исполнил Фрэнки Авалон, известный по фильмам серии «Пляжная вечеринка». Другой необычной идеей было взять на роль физрука Калхуна звезду порнофильма «Глубокая глотка» Гарри Римса. Однако в 1970-е годы творческая свобода ещё не зашла так далеко, и эту смелую инициативу пресекла студия Paramount. Роль получил Сид Сизар. Карру пришлось выплатить неустойку Римсу в размере 5000 долларов из собственных средств.

### Производство
Производство картины началось 27 июня 1977 года и заняло около 12 недель. Натурные съёмки прошли в Калифорнии, павильонные съёмки в Лос-Анджелесе, в интерьерах и декорациях, принадлежащих студии Paramount. Съёмочный бюджет картины составил 6 миллионов долларов, ещё 3 миллиона было потрачено на продвижение. Картина снималась на 35-мм плёнку в технологии Panavision. 70-мм прокатные копии для системы проката в кинотеатрах roadshow изготавливались при помощи фотоувеличения.
Сценарий картины дописывался и изменялся прямо на ходу, при этом становясь ближе к первоисточнику. Если перед началом съёмок сценарий был весьма далек от сюжета театральной постановки и содержал совершенно другие диалоги, то в итоге большая часть текстов из мюзикла перекочевала обратно в картину. Этому немало способствовал Траволта, который был в команде своего рода экспертом по мюзиклу и нередко подсказывал режиссёру и партнёрам, как сцена звучала в оригинале. В условиях, когда картиной руководил неопытный режиссёр, харизма Джона Траволты и его умение найти подход к любому из актёров помогали более организованно вести съёмки. Многие его партнёры по фильму называли его «клеем», который держал вместе команду и без которого бы не было фильма, каким мы его сейчас знаем.
Роль школы Rydell High в картине «исполнила» пустующая на летних каникулах школа Venice High School, в районе Лос-Анджелеса Уэстсайд. Она большей частью пустовала, но какое-то количество учеников оставалось и летом, и на первом же музыкальном номере они бросили занятия и собрались в кафетерии, где была создана импровизированная съёмочная площадка. Режиссёру пришлось договориться с руководством школы, что ученики покинут её на несколько недель, чтобы не мешать производству. Отдельные номера были сняты в других калифорнийских школах. Танцевальный конкурс, поставленный по мотивам шоу Дика Кларка, сняли в спортзале Huntington Park High School. Сцена, открывающая фильм, снималась на пляже, расположенном в парке Лео Карилло) (округ Вентура).
Первоначально у Дэнни и Сэнди по сценарию не было общего танцевального номера. Однако Патриция Бёрч, убедившись в наличии хореографических способностей у Оливии, подготовила их общее выступление. Лето съёмок было очень жарким, и финальная сцена выпускного карнавала далась особенно тяжело. Оливии пришлось танцевать в заключительном номере «You’re the One that I want» в брюках, слишком узких даже для её стройной фигуры. Брюки несколько раз расходились, и специалисту по реквизиту приходилось исправлять её костюм. Перед началом съёмок Джон сел на диету и тренировался по три часа в день, сбросив 20 фунтов. Тем не менее, тесные джинсы, мешавшие свободным танцевальным движениям, пришлось терпеть и ему. Сцену сняли за семь часов в течение одного съёмочного дня. Некоторые танцевальные номера, в частности школьный бал, были поставлены в павильонах студии Paramount. Сложная ситуация возникла с Фрэнки Авалоном. В сцене ему по сюжету необходимо было в танцевальном номере спуститься с крутой лестницы без перил, с высоты третьего этажа. Во время первого же дубля выяснилось, что актёр боится высоты. «Делайте что хотите, но больше я не могу», — взмолился Авалон на втором дубле. Проблему решили, расстелив вокруг лестницы надувные матрасы.
Для режиссёра основной сложностью стало создание подростковой, игровой атмосферы на площадке. Оливия вспоминала, что её школьное детство прошло в условиях жёстких правил и даже сегрегации: строгая униформа, разные входы в школе для мальчиков и девочек. В работе над «Бриолином» она снова почувствовала настроение юности, вечеринок и танцев, этому немало способствовали костюмы. Даже в промежутках между дублями актёры и актрисы разговаривали на темы, близкие сюжету картины, и называли друг друга по именам героев. Оливии было несложно вжиться в роль школьницы из другой страны, так как ей пришлось пережить подобное в своей жизни. Она была чужаком в Англии и затем в США, куда переехала после первых лет жизни в Австралии, и чувствовала неудобство из-за своего акцента. Впервые в своей небогатой актёрской практике ей пришлось играть перед камерой поцелуй. Камера наводила на девушку такой трепет, что Траволте приходилось успокаивать партнёршу и потратить несколько лишних дублей.
Для Джона и Оливии 1970-е были сложным временем в личной жизни. В ходе работы над шоу «Под колпаком» Джон познакомился и полюбил Дайану Хайленд, которая была на 17 лет старше его. Они провели вместе меньше года, после чего Дайана скончалась от рака. Джон тяжело переживал утрату и страдал от бессонницы. В эти же дни Оливия переживала временный разрыв со своим парнем Ли Крамером (они окончательно разошлись в 1979 году). Пресса строила предположения о романе Ньютон-Джон и Траволты, но они регулярно опровергали слухи. Джон и Оливия поддерживали чисто профессиональные отношения, оставшись хорошими друзьями и после окончания съёмок.
В отличие от ведущих актёров, у дуэта продюсеров в отношениях все было не так гладко. По негласному джентльменскому соглашению, Карр занимался кинематографической и производственной стороной, а Стигвуд музыкальной частью проекта. Соответственно, на съёмочной площадке и перед репортёрами, регулярно освещавшими работу над картиной, большей частью появлялся Алан. Стигвуда выводило из себя, что в прессе только Карра называли продюсером картины и что тот якобы выполнял основные функции продюсера. Переполнила чашу терпения Роберта история с мультипликационной заставкой к картине, которую создал режиссёр Джон Д. Уилсон. Стигвуд считал, что заставка и музыка (композиция «Grease») не соответствуют друг другу — заставка слишком легкомысленна, а композиция более серьёзная и они не совпадают по настроению и акцентам. Алана при этом всё устраивало. Барри Гибб, которому предложили переработать композицию, в ответ предложил переснять сцену с живыми актёрами. Сцена осталась без изменений, но после этого между Карром и Стигвудом началась размолвка и общались они до конца работы над картиной только при помощи записок.

### Маркетинг
Продвижение картины стало примером грамотно построенной, гибкой кампании, ориентированной на молодёжную аудиторию. Все началось с правильного выбора исполнителей на главную роль. Джон Траволта был звездой телевизионного экрана, успев успешно проявить себя и на киноэкране. Имя Оливии Ньютон-Джон было хорошо известно любителям поп-музыки, и эта часть аудитории тоже оказалась привлечена. Постер с образами главных героев крупным планом стилистически отсылал ко времени действия картины. Частью кампании стал броский логотип фильма: слово Grease в форме автомобиля и образ автомобиля, многократно обыгранный в фильме. Слоган «Grease is the word» («Есть такое слово — бриолин», строка из титульной композиции), попавший и на постеры, содержал каламбур: одно из сленговых значений grease — масло — также близко ассоциировалось с сюжетом ленты. Слоган вслед за исполнителем композиции Фрэнки Валли подхватила молодёжная аудитория и стала использовать в повседневном языке. В Великобритании дистрибьютор использовал другой подход — классическую кампанию в газетах, сконцентрированную только на одной неделе перед релизом. Крупнейшие таблоиды Daily Mirror и Sun посвятили первые полосы выходу фильма. Продвижение включало массовое распространение сопутствующей продукции: маек, кепок, значков.
Алан Карр использовал любую возможность для рекламирования картины. Съёмочную площадку постоянно посещали звезды: Рудольф Нуреев, Джордж Кьюкор, Джейн Фонда, Кирк Дуглас. Вместе с ними на вечеринки приглашали известных журналистов и колумнистов, которые подогревали интерес читателей к картине. Карр заключил договор на продакт-плейсмент Pepsi. Картина ещё снималась, когда по всей стране прошла громкая маркетинговая кампания, в которой участвовало около 60 тыс. человек. Желающие прошли многоуровневый отбор, и 40 победителей со всей страны приехали в августе на съёмочную площадку картины. Они познакомились с актёрами и актрисами, появились в некоторых сценах как статисты. Кампания широко освещалась СМИ. В продвижении на рынок участвовала и рок-группа Lynyrd Skynyrd.
Маркетинговая кампания мюзикла и фильма были построены таким образом, чтобы минимально влиять друг на друга. Опасаясь, что фильм всё равно навредит сборам мюзикла, который продолжал идти на Бродвее, правообладатели оговорили то, что Paramount за свой счёт будет регулярно показывать 30-секундный рекламный ролик мюзикла в зоне вокруг Нью-Йорка радиусом в 120 миль. Опасения, впрочем, оказались напрасными. Хорошие прокатные показатели картины только способствовали дополнительному успеху у зрителей мюзикла на сцене. Продажи билетов увеличились на 10-15 % по сравнению с аналогичным периодом прошлого года. Маркетинговые исследования показали, что представления оказались достаточно разными, зрители с удовольствием шли сначала на мюзикл, потом на фильм и наоборот.

### Прокат
Строя прогнозы на прокат лета 1978 года, представители Paramount не делали ставку на «Бриолин», оценивая его как проходную картину. Потенциальным хитом считался «Оркестр клуба одиноких сердец сержанта Пеппера», также продюсируемый Стигвудом, со звёздным составом и музыкой Beatles. Клейзер вспоминал, что на студийной вечеринке, посвящённой премьере «Оркестра …», подавали икру и креветок, тогда как на вечеринке «Бриолина» ограничились гамбургерами и хот-догами.
2 июня состоялся премьерный показ картины в Лос-Анджелесе в Китайском театре. Траволта появился на премьере в кожаной куртке гризера, а Ньютон-Джон — в винтажном платье для выпускного бала, обыграв тему своих героев в картине. Карр пригласил на премьеру Элтона Джона. Рекламная кампания сделала своё дело: близлежащие к кинотеатру улицы оказались забиты молодёжью, хотя для представителей студии и актёров это стало полным сюрпризом. Траволта не был обделён вниманием женской аудитории уже после «Лихорадки субботнего вечера», и следующая премьера только накалила страсти. Истерия поклонников картины на премьерных показах достигла такой степени, что её, проводя аналогии с «битломанией», называли «траволтоманией». Джон и Оливия летом 1978 года провели полноценный рекламный тур по крупнейшим городам США с целью продвижения фильма. С шумным успехом премьеры картины прошли в мировых столицах. В Лондоне премьера прошла 13 сентября 1978 года, и в этот день около 5000 поклонниц Джона Траволты в розовых платьях и гольфах заполонили Лестер-сквер в Лондоне.
16—18 июня 1978 года сразу две картины — «Бриолин» и «Челюсти 2» — побили рекорды первого уик-энда. На 902 домашних экранах «Бриолин» собрал 9,3 млн долларов, сразу отбив свой бюджет и уступив «Челюстям-2» на старте только полмиллиона. Следующие 5 недель картина удерживала первое место в прокате. Журнал Variety назвал это «взлётом в стратосферу». Картина стала лидером проката 1978 года, в итоге собрав в США и Канаде около 188 млн долларов, а в мировом прокате картина заработала около 395 миллионов, став на тот момент самым кассовым музыкальным фильмом в истории. Она обошла и «Звуки музыки», и недавнюю «Лихорадку субботнего вечера». Только в 2008 году «Mamma Mia!» опередила её по кассовому показателю. Картина остаётся самым кассовым музыкальным фильмом в прокате США и Канады. В январе 1990 года состоялся релиз картины на видео, и к 1993 году «Бриолин», собрав около 96 млн долларов на продажах VHS-носителей, побил рекорд Paramount[какой?].
Критика отнеслась к картине прохладно, так что особых шансов в части кинематографических премий «Бриолин» не имел. Единственная номинация на «Оскар» у картины была за лучшую песню («Hopelessly Devoted to You»), но вожделенный приз взяла «Last Dance» из фильма «Слава Богу, сегодня пятница».

### Дальнейшие события
Друг Карра Дэвид Геффен вспоминал: «„Бриолин“ был лучшим, что произошло в его жизни, и он же стал худшим». После премьеры продюсер продолжительное время не выходил из череды шумных вечеринок и празднеств. Карр получил полный карт-бланш на будущие проекты и подписал 18-месячный эксклюзивный контракт с Columbia Pictures Television. Однако ни одна из его последующих работ не достигла сравнимого успеха. Популярность картины подтолкнула продюсеров к незамедлительным съёмкам продолжения. Задуманный тогда же сиквел с рабочим названием «Летняя школа» так и остался на стадии проекта. Вышедший на экраны в 1982 году «Бриолин 2», продюсерами которого снова были Стигвуд и Карр, а в ролях задействованы некоторые из актёров первого фильма (Арден, Сизар, Гудман), оказался бледной тенью предшественника. Идея инверсии сюжета (девушка-гризер и парень-«ботаник») не нашла понимания у зрителей, картина провалилась в прокате и получила негативные отзывы. Отношения Стигвуда и Карра продолжительное время оставались натянутыми, но впоследствии они помирились.
Для Джона Траволты «Лихорадка субботнего вечера» и «Бриолин» стали началом достаточно успешной актёрской кинокарьеры. В 1983 году он закончил своеобразную «трилогию Стигвуда» картиной «Остаться в живых». Вплоть до середины 1990, он играл в музыкальных фильмах, комедиях и мелодрамах, пока не сменил амплуа. Оливия Ньютон-Джон в дальнейшем эксплуатировала образ, найденный в картине, в музыкальной карьере. В альбомах Totally Hot и Physical фигурировал образ Сэнди и её трансформация. В кинематографе былого успеха ей повторить не удалось, хотя они с Траволтой ещё раз снялись вместе в 1983 году, в романтической комедии «Хорошая пара». Картина «Лихорадка субботнего вечера» под влиянием успеха «Бриолина» была отозвана с проката, значительно перемонтирована и озвучена для новой редакции картины с рейтингом PG.
В 1993 году в Лондоне состоялась обновлённая постановка мюзикла на сцене театра «Доминион». В новой редакции мюзикл стал ближе к фильму, в него вошли все композиции, написанные для картины. С тех пор различаются оригинальная и обновлённая версии постановки. В 1998 году состоялся повторный релиз фильма «Бриолин», посвящённый 20-летнему юбилею, который собрал свыше 28 млн долларов. В 2016 году вышел телевизионный фильм, ремейк «Grease Live» с Джулианной Хаф и Аароном Твейтом в главных ролях. Если в момент выхода картины оценки критики большей частью оказались негативными, то 20 лет спустя пресса оказалась более благосклонной.

## Оценка

### Саундтрек
Начало 1970-х стало коротким периодом застоя в американском кинобизнесе. Расцвет рок-музыки, её большая популярность в США не нашли немедленного продолжения на киноэкране. Роберт Стигвуд, известный по картинам «Иисус Христос — суперзвезда» и «Томми», искал возможности выражения новых музыкальных идей на киноэкране. Как отметил обозреватель Майк Данн: «Не прошло и 15 лет, как к 1978 году Голливуд, наконец, подобрал правильную формулу для рок-музыки». Во время работы над картиной и её саундтреком продюсеры использовали синергистический подход, отработанный на картинах «Звезда родилась» и «Лихорадка субботнего вечера». LP-диск был выпущен за 6 недель до выхода на экраны картины и подогрел интерес зрителей перед премьерой. Paramount исправила ошибку, допущенную с «Лихорадкой …», которая получила рейтинг R (до 17 лет с родителями), приведший к ограничению молодёжной зрительской аудитории, на которую и был рассчитан фильм. В 1970-е зрительская аудитория становилась преимущественно молодёжной, и «Бриолин» закономерно был смонтирован так, чтобы получить рейтинг PG.
Из 20 песен мюзикла для фильма были отобраны 10. Остальные стали инструментальными и фоновыми композициями или не попали в картину вовсе. Наибольшей доработке подверглась старая «Greased Lightnin’». Она получила новую аранжировку и исполнителя: вместо Кенники им стал Зуко. Данному обстоятельству был совсем не рад Джефф Конавей, и у него из-за этого впоследствии были трения в отношениях с Траволтой. Тем не менее, среди оставшихся треков не было главной композиции, своего рода визитной карточки шоу. В последний момент в фильм включили четыре новых трека: «Grease», «Hopelessly devoted to you», «You’re the One That I Want» и «Sandy». Титульная композиция «Grease», открывающая картину, была написана композитором Барри Гиббом, который до начала работы над фильмом не бывал на постановках мюзикла и не слышал мелодий из него. Джон Фарра, давно сотрудничавший с Оливией Ньютон-Джон, написал лирическую балладу «Hopelessly Devoted to You» и энергичный финал «You’re the One that I want». Созданы эти песни были специально для Оливии, и у неё с Траволтой возникли некоторые разногласия, так как тот считал, что у него всё ещё мало музыкальных номеров. В итоге продюсеры пришли к решению, устроившему обе стороны: «You’re the One that I want» была исполнена Джоном и Оливией совместно.
Несколько номеров было исполнено группой Sha Na Na, специализировавшейся на винтажных песнях. Группа получила известность после фестиваля в Вудстоке и вела популярное шоу на телевидении, в котором исполняла ностальгические хиты прошлого. Визуальный стиль группы — под гризеров, в кожаных куртках — также хорошо соответствовал духу картины. Кроме того, одним из слоганов коллектива была фраза, перекликающаяся с названием фильма: «grease for peace». Sha Na Na появилась в фильме в сцене конкурса «в роли» группы, аккомпанирующей танцевальному соревнованию.
Саундтрек картины стал «гибридным», в нём смешались стили рок-н-ролла, рока и диско. Картина исполнена в духе пародии на «рок-н-ролльные» фильмы и серию «пляжных» фильмов 1950—1960-х. Находкой создателей стало своеобразное творческое решение: мелодии 1950-х были аранжированы и исполнены в духе 1970-х. Только рок-н-ролл «Grease Lightnin'» можно условно отнести к старой школе. Остальные композиции содержали современные ритмы и электронную составляющую. Особенно это заметно в композициях, исполненных на школьном танцевальном соревновании. Саундтрек картины звучал ностальгически и в то же время современно. В картине «Американские граффити», с которой часто сравнивали «Бриолин», саундтрек состоял только из мелодий 1950-х.
В немалой степени популярности картины способствовала новая технология Dolby Stereo Optical, получившая распространение после выхода первой части «Звездных войн». Звуковая дорожка (точнее, 4 дорожки) воспроизводилась с оптической записи на киноплёнке при помощи высококачественного оборудования и трёх динамиков (правого, левого и центрального). До начала 1970-х воспроизведение с многоканальной звуковой дорожки в кинозалах было скорее исключением: оно использовалось только в избранных кинотеатрах roadshow, в которых демонстрировались широкоформатные фильмы на плёнке 65—70 мм. Dolby Stereo Optical удешевил производство фильмокопий со стереозвуком значительно лучшего качества. Маркетинговые исследования показали, что молодые люди ходили на картину по несколько раз, воспринимая её как рок-концерт и не особо вникая в сюжет. LP-диск с саундтреком картины был выпущен за несколько недель до выхода картины на экраны и за четыре месяца стал мультиплатиновым. Его общий тираж превысил 24 миллиона копий. Сингл «You’re the One That I Want» стал первым в череде синглов картины и через 20 дней после выпуска 10 июня получил золотую сертификацию. Саундтрек «Бриолина» с перерывами 12 недель (с июля по октябрь) возглавлял чарт альбомов Billboard. 4 сингла с треками из «Бриолина» входили в top-10 Billboard.
| №   | Название                               | Автор(ы)                       | вокал                                                    | Длительность |
| --- | -------------------------------------- | ------------------------------ | -------------------------------------------------------- | ------------ |
| 1.  | «Love Is a Many-Splendored Thing»      | Сэмми Фейн и Пол Уэбстер       | инструментальная                                         | 1:23         |
| 2.  | «Grease»                               | Барри Гибб                     | Фрэнки Валли                                             | 3:24         |
| 3.  | «Alma Mater»                           | Джим Джейкобс and Уоррен Кейси | Джон Траволта and Оливия Ньютон-Джон                     |              |
| 4.  | «Summer Nights»                        | Джим Джейкобс и Уоррен Кейси   | Джон Траволта и Оливия Ньютон-Джон                       | 3:35         |
| 5.  | «Rydell Fight Song»                    |                                |                                                          |              |
| 6.  | «Look at Me, I'm Sandra Dee»           | Джим Джейкобс и Уоррен Кейси   | Стоккард Ченнинг, Диди Конн, Дина Мэнофф и Джеми Донелли | 1:40         |
| 7.  | «Hopelessly Devoted to You»            | Джон Фарра                     | Оливия Ньютон-Джон                                       | 3:04         |
| 8.  | «Greased Lightnin'»                    | Джим Джейкобс и Уоррен Кейси   | Джон Траволта, Джефф Конавей                             | 3:13         |
| 9.  | «La Bamba»                             |                                |                                                          |              |
| 10. | «It's Raining on Prom Night»           | Джим Джейкобс и Уоррен Кейси   | Сидни Балленс                                            | 2:51         |
| 11. | «Whole Lotta Shakin' Goin' On»         |                                |                                                          |              |
| 12. | «Beauty School Dropout»                | Джим Джейкобс и Уоррен Кейси   | Фрэнки Авалон                                            | 3:59         |
| 13. | «Rock n' Roll Party Queen»             | Джим Джейкобс и Уоррен Кейси   | Louis St. Louis                                          | 2:11         |
| 14. | «Rock n' Roll Is Here to Stay»         | Дэвид Уайт                     | Sha-Na-Na                                                | 2:03         |
| 15. | «Those Magic Changes»                  | Джим Джейкобс и Уоррен Кейси   | Sha-Na-Na                                                | 2:18         |
| 16. | «Tears on My Pillow»                   | Сильвестр Бредфорд и Эл Льюис  | Sha-Na-Na                                                | 2:02         |
| 17. | «Hound Dog»                            | Джерри Либер и Майк Столлер    | Sha-Na-Na                                                | 1:24         |
| 18. | «Born to Hand Jive»                    | Джим Джейкобс и Уоррен Кейси   | Sha-Na-Na                                                | 4:37         |
| 19. | «Blue Moon»                            | Ричард Роджерс и Лоренц Харт   | Sha-Na-Na                                                | 2:18         |
| 20. | «Sandy»                                | Louis St. Louis и Скотт Симон  | Джон Траволта                                            | 2:31         |
| 21. | «There Are Worse Things I Could Do»    | Джим Джейкобс и Уоррен Кейси   | Стоккард Ченнинг                                         | 2:22         |
| 22. | «Look at Me, I'm Sandra Dee (реприза)» | Джим Джейкобс и Уоррен Кейси   | Оливия Ньютон-Джон                                       |              |
| 23. | «Alma Mater»                           | Джим Джейкобс и Уоррен Кейси   | Джон Траволта и Оливия Ньютон-Джон                       |              |
| 24. | «You're the One That I Want»           | Джон Фарра                     | Джон Траволта и Оливия Ньютон-Джон                       | 2:48         |
| 25. | «We Go Together»                       | Джим Джейкобс и Уоррен Кейси   | Джон Траволта и Оливия Ньютон-Джон                       | 3:00         |
| 26. | «Grease реприза»                       |                                | Фрэнки Валли                                             | 3:24         |

### Построение и социальный контекст
Ностальгические настроения публики, на которые ориентировались создатели картины, были вызваны во многом историческим контекстом. Поколение, выросшее на Вьетнамской войне и Уотергейте, находившееся в условиях экономической нестабильности, переживало «кризис доверия». Отсюда этот интерес к жанру фэнтези и теме бегства от реальности, прозвучавшей в сюжетах лидеров кинопроката конца 1970-х — картин «Звездные войны» и «Бриолин». Поколение «беби-бума» в начале 1960-х вступило в мир взрослых, в будущее, которого не ожидало. Перенос места действия картины из города в предместье отвечал демографическим изменениям, произошедшим в стране в шестидесятых: население стало переезжать в пригороды, ставшие в большей мере урбанизированными. Культурная и социальная разница между классами постепенно стиралась, и в картине герои совершенно не придают значения этой разнице, как и происхождению.
По мнению Джудит Мартин, в картине нет сюжета, а есть только «атмосфера». Винсент Кэнби (New York Times) отметил, что в фильме преодолена основная проблема мюзиклов 1960-х — излишняя претенциозность и попытки использовать развлекательный жанр не по назначению. Сюжет картины весьма наивен и не претендует на глубину. Комедия ошибок, в которой участвуют две влюблённые пары, восходит ещё к древнегреческим пьесам, и разве что предполагаемая беременность Риццо вносит в это клише некоторое разнообразие. По атмосфере фильм весьма близок к таким лёгким картинам, как «Вечеринка на пляже» и «Пока, пташка». Картина создаёт обманчивое представление, будучи сюжетно построенной подобно мятежным по духу фильмам предыдущей эпохи, таким как «Дикарь», «Бунтарь без причины», «Асфальтовые джунгли». Главная сюжетная линия пародирует взаимоотношения главных героев «Дикаря» — Джонни и Кэтти. При этом фильм снят в бесконфликтном, юмористическом стиле. Если у главных героев картины, подростков, и возникают проблемы, то разрешаются они сами собой и без последствий.
Киновед Том Симмонс назвал весьма поучительным путь, который проделала история с задворок Чикаго, попавшая сначала на Бродвей, а затем в Голливуд, но растерявшая по дороге свой социальный посыл. В чикагском мюзикле 1971 года всё было гораздо ближе к улице и к реальности: настоящая драма, секс, насилие, ненормативный язык персонажей. В экранизации фокус сместился от проблем неблагополучных подростков к романтическим отношениям между Дэнни и Сэнди. Сцена «Greased Lightnin'» показывает, насколько ненатурален конфликт. В начале сцены ребята собираются отремонтировать обшарпанный автомобиль, но когда начинается музыкальный номер, он превращается в сверкающий лимузин. Концовка мюзикла была настоящей сексуальной революцией в театре — в сцене «All Choked up» последние слова Сэнди: fuck it. В фильме концовка сменилась на композицию «You’re the One That I Want», в которой условный конфликт заканчивался примирением влюблённых.
Картина содержит многочисленные отсылки к фильмам прошедшей эпохи. Открывающая сцена на пляже перекликается с «Местом летнего отдыха» с Сандрой Ди и Троем Донахью в главных ролях. К образам, воплощённым молодёжной звездой 1960-х Сандрой Ди, фильм затем возвращается неоднократно. Парни и девушки принадлежат к определённым группировкам не самого мирного толка, здесь сюжет близок к «Вестсайдской истории». Конфликты внутри школы перекликаются с «Асфальтовыми джунглями». Автомобильная гонка заимствует многое из «Бунтаря без причины», однако если в картине 1955 года машина срывается в пропасть и герой гибнет, в «Бриолине» соревнование заканчивается без жертв. Композиция «Beauty school dropout», в которой в девичьих мечтах появляется Фрэнки Авалон, — прямая отсылка к довоенным мюзиклам, таким как «42-я улица» и «Парад в огнях рампы», с их роскошными танцевальными номерами.
Если мюзикл ориентировался на ностальгирующую взрослую аудиторию, то фильм был скорее рассчитан на молодёжь, поэтому его создатели даже не пытались передать достоверное представление о том времени, погрузив зрителя в атмосферу пятидесятых, а делали это весьма условно. Как заметил критик Роберт Митчел: «Это десятилетие вовсе не было такой яркой эпохой, какой оно представлено. „Бриолин“ смеется над тем временем». Картина мифологизировала время появления первых молодёжных свобод, поэтому её называли пародией на 1950-е или даже подростковой утопией. Собственные автомобили и мотоциклы, вольная одежда и вызывающие причёски — всего этого тогда ещё не было. Критик Марк Глэнси отметил общий эффект своеобразной «ложной памяти», который возникал у юных фанатов картины. Представление, которое давала картина о прошлом, становилось для них практически реальной историей. Юные британские поклонники лучше знали американское прошлое, чем собственное. Культурный контекст «Бриолина» стал своего рода американским ответом на британское вторжение 1960-х в США.

### Образ главных героев и символизм
Изменения в фильме по сравнению с мюзиклом коснулись и героев. Гризеры исторически были преимущественно представителями рабочего класса, тогда как в картине они предстали обычными подростками из состоятельных семей и, скорее, пародией на субкультуру. Основные действующие лица фильма — школьники. У подростков не возникает столкновения со взрослыми персонажами (персоналом школы) и родителями, которые второстепенны и присутствуют только для создания комического контекста. Две главные группировки в картине, T-Birds и Pink lady, носят облачение, позволяющее зрителю легко их опознать. Пастельная палитра фильма перекликается со старыми музыкальными фильмами, с характерной цветовой гаммой кинематографа 1950-х. Яркая расцветка костюмов персонажей также намекает на то, что действие происходит в богатой Калифорнии и в нём участвуют представители среднего класса. Заметно отличие от «Американских граффити», в которых графика картины слегка зернистая и мутная, словно обращение к памяти, возвращающей не всегда ясные образы.
Фигура Зуко в ленте, в отличие от его сценического предшественника, не выглядит «сексуальной угрозой» для окружающих женщин. Дэнни и не собирается бросать вызов обществу, шокировать вкус, пытаясь только внешне походить на молодых Брандо и Пресли. Конфликт между главными героями находит своё семантическое отображение и в смене облачения героев. В начале картины герой Траволты одет как архетипический гризер — кожаная куртка, джинсы — и носит соответствующую прическу. Во время соревнования по танцам его костюм становится подобен облачению героя «Лихорадки субботнего вечера»: розовая рубашка с большим воротником и брюки клёш. К финальной сцене герои обмениваются ролями. Дэнни надевает белую куртку и превращается в типичного «спортсмена». Тем самым он даёт понять, что прислушивается к мнению своей девушки.
Перемены касаются и главной героини. Тема её изменения берёт начало в постановках «Пигмалиона» и последующих многочисленных обращениях к пьесе в XX веке. В известном смысле, новый образ Сэнди — антипод преображению Элизы Дулитл. Картина заняла важное место в серии так называемых makeover-картин, связанных с преображением главной героини в тех пределах, что позволяет современная мода и макияж. Финальное превращение Сэнди из опрятной школьницы в наивном розовом платьице в сексуальную женщину-вамп, затянутую в чёрные брюки, не вполне соответствует 1950-м. Преображение Сэнди происходит в обратном традиционному направлении, условно от «хорошей» к «плохой девчонке», что сближает её с Дэнни и превращает в объект желания. Разительная трансформация переносит героиню в другую социальную группу. Подобное изменение происходило в картинах «Мадам Сатана» и «Шёлковые чулки». Создатели картины используют приём неожиданности — героиня меняется за кадром неизвестным для зрителя образом. Как и в картинах прошлого, неожиданное преображение подчеркивается в картине ярким музыкальным номером. Магическое изменение облика героини хорошо соотносится со сказочным финалом картины, в котором герои уносятся под облака на автомобиле Greased Lightnin'.

### Критика
Оценки картины оказались крайне разноречивыми. В основном специалисты отталкивались от сравнения мюзикла и фильма, и оно не всегда было в пользу кино. Одним из основных недостатков называлось значительное смягчение острой социальной составляющей по сравнению с театральной постановкой. Весьма нелестных отзывов удостоилась откровенно коммерческая направленность фильма. Обозреватель NBC Джин Шелит назвал его «визуальным фастфудом». Винсент Кэнби (NY Times) оставил благосклонный отзыв о картине, отметив все её компоненты, от сценария до актёрской игры. Дэйв Кер (Chicago Reader) назвал картину «хромающей на обе ноги дешёвкой» и добавил, что её создатели даже не представляют себе, как снимать в этом жанре, собирая в единое целое музыку и сюжет. Перенос материала с театральных подмостков на большой экран оказался, по мнению критиков, далеко не самым удачным. История, в которой звучал язык улицы, стала выхолощенной, а гризеры слишком причесанными. Критик Time Ричард Шикель остался не в восторге от картины, отозвавшись о ней как о бледной тени театральной постановки. На его взгляд, создатели фильма упустили дух истории, настроение вольницы и безмятежного счастья довьетнамской эпохи.
Практически единодушно специалисты отметили саундтрек и композиторские работы. Впрочем, музыкальная и разговорная-диалоговая части в картине живут сами по себе. Режиссура между музыкальными номерами оказалась слабой, да и сюжет в картине по большому счёту не играет особой роли. Танцевальные эпизоды Патриции Бёрч были поставлены больше в довоенном стиле, в духе номеров Микки Руни и Джуди Гарланд. Такой подход был позаимствован из мюзикла, но не соответствовал рок-музыке 1970-х и выглядел до некоторой степени анахронизмом. Дерек Малколм (The Guardian) назвал картину полным разочарованием для каждого, кто попытается найти в картине стиль и смысл. Попытка смешать эпохи, на его взгляд, оказалась неудачной. Романтическая часть сюжета выглядит в картине преувеличенно мелодраматической и слишком приторной.
Мнения об актёрской игре также разошлись. Hollywood Reporter выделил в рецензии умение режиссёра работать с актёрами. Роджер Эберт оставил нейтральный отзыв о картине в целом. «Забавно и не более того», — сдержанно отозвался критик, отмечая то, что исходный материал для сценария не представлял собой ничего особенного. Эберт обратил внимание на игру Джона Траволты, хотя скептически отметил, что по сравнению с уровнем 1950-х актёр играет несколько вяло и от него не бьёт током, как от молодого Элвиса Пресли, на которого он так старался быть похожим. Критики не обошли вниманием несоответствие реального и экранного возраста актёров, которое особенно бросалось в глаза в случае Стоккард Чэннинг, которой впору было бы играть учительницу. Вытягивает картину только концовка, финальный номер высокого музыкального класса. Экранное взаимопонимание Траволты с Оливией Ньютон-Джон оказалось на высоком уровне; впрочем, лучший танцевальный номер был у него не с Оливией, а с рыжеволосой Аннет Чарльз, в сцене конкурса на лучшее исполнение Hand jive.

### Значение
«Лихорадка субботнего вечера» и «Бриолин» вернули интерес к музыкальному фильму в тематике, близкой молодёжной аудитории. Подростки и школьники после этого стали устойчивой целевой аудиторией для кинобизнеса. Целая серия проектов конца 1970-х, имевших определённый коммерческий успех, продолжила данное направление: «Американский воск», «История Бадди Холли», «I Wanna Hold Your Hand», «Волосы» и другие. «Бриолин» и другой образчик жанра — «Клуб „Завтрак“» — оказали большое влияние на молодёжное кино, у которого открылось второе дыхание в 1970-х и 1980-х годах. Такие картины как «Бестолковые» и «Это всё она» в значительной мере испытали их влияние, особенно в важном сюжетном ходе, связанном с преображением главной героини. Идея «Бриолина» была обыграна в картине «Плакса» с Джонни Деппом в главной роли — так же, как и его предшественник, этот фильм по своей сюжетной структуре и музыке был пародией на 1950-е. Аланис Морисетт признавалась, что Оливия Ньютон-Джон была её кумиром детства, и во многом благодаря ей она начала карьеру. Дебютный альбом певицы 1991 года Alanis, его любовная тематика были созданы под впечатлением от саундтрека «Бриолина». Визуальное решение обложки альбома отсылает к образу преобразившейся Сэнди. Одна из сюжетных линий 4-го сезона сериала «Хор» («Glee») — школьная постановка «Бриолина». Название одной из серий сезона, «Glease», объединяет в себе части названий обоих шоу.
Маркетинговая модель «купил запись — сходил на фильм» стала образцом для фильмов 1980-х. «Бриолин» в значительной мере способствовал развитию коммерческой схемы, в которой зритель многократно посещает одну картину. Вплоть до середины 1970-х воспроизведение стереозвука в кинотеатрах было очень ограничено, но с выходом картины «Бриолин» и ей подобных технология Dolby постепенно стала превращаться в массовую, хотя и требовала капиталовложений со стороны владельцев кинотеатров. Впервые с 1950-х, когда телевидение отвлекло публику от посещения кинотеатров, эта технологическая разработка обеспечила следующую волну возвращения зрителей к киноэкранам.
Возможная беременность Риццо оказывается несколько неожиданным для того времени сюжетным ходом. Относительная для своего времени сексуальная распущенность подростков — первые проявления сексуальной революции 1970-х. «Бриолин» стал частью движения феминизма, а также одной из первых картин, где с экрана пропагандировалась идея безопасного секса уже в старших классах. Успех фильма принёс популярность бренду Candie's, подчеркивающему сексуальность, и вывел его в число ведущих в 1980-е годы.
Картина приобрела культовый статус у молодёжи. Адаптированная сценография фильма весьма популярна в любительских и школьных постановках по всему миру. Одежде, прическам, поведению героев подражали и продолжают подражать. Так, в Великобритании популярность приобрели пижамные вечеринки на манер сцены из фильма. В мире существует множество фан-клубов картины. Поклонники самого разного возраста регулярно собираются, устраивают костюмированные встречи и так называемые sing-along party (пение хором) встречи, где они вместе распевают композиции из картины, ставят отдельные сцены. В 2010 году Paramount выпустила специальную версию «Grease Sing-A-Long» для подобного развлечения. Поклонники, обычно в костюмах героев картины, собираются в кинотеатрах и поют хором под неё.

### Награды и номинации
- Премия «Оскар» (номинация)[107]
  - Лучшая песня — «Hopelessly Devoted To You» (Джон Фарра)
- Премия «Золотой глобус» (номинация)[108]
  - Лучшая комедия или мюзикл
  - Лучшая мужская роль в комедии или мюзикле — Джон Траволта
  - Лучшая женская роль в комедии или мюзикле — Оливия Ньютон-Джон
  - Лучшая песня — «Grease» (Барри Гибб)
  - Лучшая песня — «You’re the One that I Want» (Джон Фарра)
- Премия «Золотой экран»[109]
- Премия American Music Awards[109]
  - Любимый поп/рок-альбом — саундтрек к фильму

## Комментарии
1. ↑  Впрочем Люси Арназ не подтверждала правдивость этой истории.
2. ↑  C учётом повторного проката.
3. ↑  Одна из первых картин, использующих рок-музыку в саундтреке, —  «Пока, пташка»  —  вышла в 1963 году.
4. ↑  Система проката в привилегированных кинотеатрах с предварительным заказом билетов.